# Maciej Pinkwart
Maciej Pinkwart (ur. 16 marca 1948 w Milanówku) – polski pisarz, doktor nauk humanistycznych, autor kilkunastu przewodników turystycznych po Zakopanem, Paryżu, Słowacji, Francji i Grecji, książek biograficznych, powieści i tomów poezji, dziennikarz radiowy i prasowy, dokumentalista, w latach 1976-2012 kustosz Muzeum Karola Szymanowskiego w willi „Atma”, historyk Zakopanego, organizator życia muzycznego w Zakopanem, wykładowca i nauczyciel.

## Życiorys

### Edukacja
W 1965 ukończył liceum ogólnokształcące w Milanówku. Studiował na Uniwersytecie Warszawskim, uzyskując stopień magistra egiptologii w 1970 r., w 1972 r. ukończył tamże Studium Dziennikarskie. W 1983 obronił na Uniwersytecie Warszawskim doktorat pod tytułem Prasa zakopiańska 1891–1939. W 2001 odbył studia podyplomowe z psychologii i pedagogiki twórczości na Akademii Muzycznej w Warszawie.

### Działalność dziennikarska
Od 1971 r. pracował w prasie i radiu (Centralna Agencja Fotograficzna, Redakcja Informacji I Programu Polskiego Radia, tygodnik „Prawo i Życie”).
W latach 1991–1992 był dziennikarzem i kierownikiem zakopiańskiego oddziału „Gazety Krakowskiej”, w latach 1991–1993 był współpracownikiem zakopiańskiego Radia Alex, potem Polskiego Radia Kraków (1993–96), warszawskiego Radia Kolor (1993–1995), radia szwedzkiego (1994–96) i III Programu Polskiego Radia (1996). Od 1994 do 2000 był zakopiańskim korespondentem II Programu Polskiego Radia i Radia ZET.
W latach 1995–1996 był redaktorem naczelnym miesięcznika „Halo Zakopane”.
Współpracował m.in. z pismami „Polityka”, „Prawo i Życie”, „Przekrój”, „Tygodnik Powszechny”, „Dunajec”, „Podhalanka”, „Wierchy”, „Biuletyn Podhalański”, „Tygodnik Podhalański”, „Gazeta Krakowska”, „Czas”, „Kurier Polski”, „Życie Warszawy”, „Życie Codzienne”, „Życie”, „Nasze Strony”, „Ruch Muzyczny”, „Twoja Muza”, „Dziennik Polski”. Felietonista „Dziennika Polskiego” (2008–2009), „Gazety Krakowskiej” (2008–2011), „Tygodnika Podhalańskiego” (2008-2020).

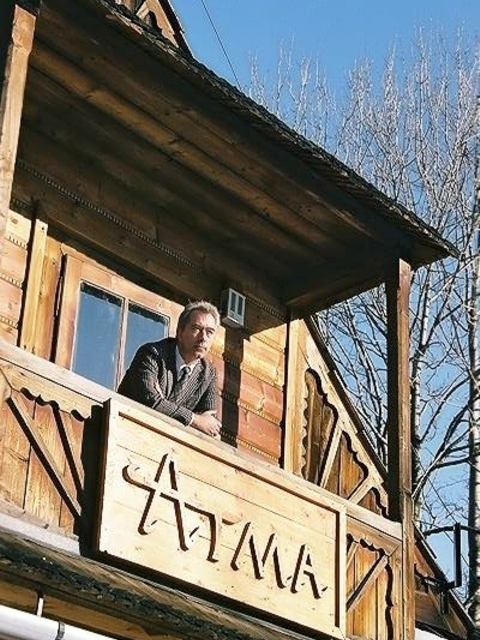
Maciej Pinkwart jako kierownik Muzeum Karola Szymanowskiego w willi „Atma” w Zakopanem w marcu 2001 roku.

### Praca w muzeach
Od 1974 r. pracował najpierw w administracji, a od 1976 do 2012 w Muzeum Karola Szymanowskiego w willi „Atma” w Zakopanem, którego był pierwszym kierownikiem. Od 2006 kustosz dyplomowany. Członek Rady Naukowej Muzeum Tatrzańskiego (1991–2000).
Jest laureatem nagrody im. Karola Szymanowskiego za rok 2006, ufundowanej przez Fundację im. Szymanowskiego, za pracę w „Atmie”. Członek Towarzystwa Opieki nad Zabytkami w Zakopanem, członek Towarzystwa Muzeum Tatrzańskiego (2004–2008 – wiceprezes).

### Inna działalność zawodowa
W 1974 pracował krótko w PGR Kietrz.
W latach 1986–1989 prowadził firmę Tatrasoft, która zajmowała się oprogramowaniem komputerów 8-bitowych. W latach 1990–1992 był redaktorem Wydawnictwa Tatrzańskiego.

### Działalność edukacyjna
Od 1997 do 2023 był etatowym pracownikiem Państwowej Ogólnokształcącej Szkoły Artystycznej w Zakopanem, od 2003 nauczyciel dyplomowany. Wykładowca w Wyższej Szkole Biznesu w Nowym Sączu (1995–1997). Wykładowca Warsztatów Literackich w Miejskim Ośrodku Kultury w Nowym Targu oraz kursów przewodników tatrzańskich w Zakopanem. Członek zwyczajny Podhalańskiego Towarzystwa Przyjaciół Nauk w Nowym Targu i Związku Historyków Spisza w Lewoczy na Słowacji.

### Działalność artystyczna
W czasie studiów był aktorem teatru uniwersyteckiego „Wagant”, w latach 1975–1976 kierownikiem literackim i aktorem Teatrzyku Piosenki „Scherzo”. Był współautorem filmów i programów TV (od 1960 audycje młodzieżowe, od 1976 filmy o tematyce zakopiańskiej). W latach 1987–1989 dla TV Kraków zrealizował cykl audycji telewizyjnych Encyklopedia zakopiańska.
Organizator życia muzycznego w Zakopanem, m.in. współtwórca festiwalu Dni Muzyki Karola Szymanowskiego (od 1977) i inicjator powołania Towarzystwa Muzycznego im. Karola Szymanowskiego (1977, członek założyciel, członek pierwszego zarządu, 2005 – członek honorowy), założyciel i pierwszy prezes ogólnopolskiego Towarzystwa Edukacji Artystycznej (1996–2000, 2010–2011). Członek Sekcji Literackiej ZAiKS (2011), członek Stowarzyszenia Dziennikarzy RP (2011), członek Związku Literatów Polskich (2011), członek Stowarzyszenia Pisarzy Polskich (2011). Laureat Literackiej Nagrody Zakopanego (2018 i 2019 r.).

### Inna działalność społeczna
Członek PTTK, w latach 1985–90 w zarządzie oddziału zakopiańskiego, przewodniczący Komisji Wydawniczej (1985–89).

## Życie prywatne
Rozwiedziony (pierwsza żona – Małgorzata Rajchman, druga żona – Lidia Długołęcka), dwoje dzieci (Sergiusz 1973 – muzyk, dziennikarz, Joanna 1985 – dziennikarka), czworo wnuków (Wiktor 1996, Liwia 2005, Wilhelm 2013, Lara 2018).

## Publikacje
Przewodniki:
- Przewodnik – Muzeum Karola Szymanowskiego w willi „Atma” w Zakopanem (1978, 1987, 1997, 2002, 2007),
- Zakopiańskim szlakiem Karola Szymanowskiego (1982, 1988, 2001),
- Zakopiańskim szlakiem Mariusza Zaruskiego (1983, 1985),
- Zakopiańskim szlakiem Mieczysława Karłowicza (1985, 2008),
- Zakopiańskim szlakiem Walerego i Stanisława Eljaszów (1988),
- Zakopane, przewodnik historyczny (współautor, 1988, 1994, 2003, 2006, najlepsza górska książka roku 1988 i 1994),
- Zakopane, plan miasta (1988-1996) współautor, Polskie Przedsiębiorstwo Wydawnictw Kartograficznych
- Nowy Cmentarz w Zakopanem (współautor, 1988),
- Stary kościół i cmentarz w Zakopanem (1989),
- Przewodnik po Zakopanem (1992),
- Zakopane i okolice (1994, 1995, 1997, 1999, 2000, 2002, także w wersjach obcojęzycznych),
- Tatry i okolice, przewodnik narciarski (współautor, 1995),
- Zakopane i Tatry (1995, 1999),
- Północna Słowacja, przewodnik krajoznawczy dla zmotoryzowanych (1996, 2002),
- Tatry i Podhale (1998),
- Paryż, przewodnik turystyczny (1997),
- Zakopane w 3 dni (2004),
- Paryż. Przewodnik ilustrowany (2007, 2011, 2016),
- Francja. Przewodnik ilustrowany (2007, 2011, 2016, współautor),
- Francja. Praktyczny przewodnik (2007, 2011, 2016, współautor),
- Cmentarz na Pęksowym Brzyzku. Przewodnik (2007),
- Paryż i okolice. Praktyczny przewodnik (2008, 2011, 2016),
- Prowansja i Lazurowe wybrzeże. Przewodnik ilustrowany (2008, 2011, 2016, współautor),
- Wyspy Greckie. Przewodnik ilustrowany (2008, współautor),
- Ugryźć świat (2008, współautor),
- Rodos. Przewodnik ilustrowany (2009, 2011, 2015),
- Paryż. Praktyczny przewodnik (2011, 2016),
- Podtatrze. Przewodnik (2011),
- Przedwojenne Tatry, Zakopane i Podhale. Najpiękniejsze fotografie (2011),
- Paryż Pascal lajt (2012, 2016),
- Rodos Pascal lajt (2012),
- Rodos Pascal go! (2014),
- Paryż Pascal go! (2014),
- Zakopane i okolice (2014, współautor),
- Paryż Pascal 360 st. (2014)
- Rodos, przewodnik z serii „Pascal holiday” (2016)

Publikacje związane z Podhalem:
- Kronika dawnego Zakopanego (opr., 1986, 1997),
- Bajki tatrzańskie (opr., 1987),
- Muzyka i Tatry. Monografia (współautor, 1992),
- Encyklopedia Zakopane od A do Z (współautor, 1994),
- Góry, narty, koleje linowe (1996),
- Tatry w świadomości mieszkańców Zakopanego i ich gości. Historia prasy zakopiańskiej. Monografia (2002),
- Po linie do nieba. 70-lecie Polskich Kolei Linowych (2006),
- 70-lecie kolei linowo-terenowej „Góra Parkowa” w Krynicy Zdroju (2007),
- Podhale. Trzy epoki (2007), wydawnictwo Pasal
- Cmentarz na Pęksowym Brzyzku (2007), Wydawnictwo BoSz
- 70-lecie Kolei Linowo-Terenowej Gubałówka w Zakopanem (2008).
- Podtatrze (2011), wydawnictwo Bosz
- Przedwojenne Tatry, Zakopane i Podhale (2011), wydawnictwo RM
- Muzyczne Zakopane (2013), wydawnictwo Wagant
- Zakopane i okolice (współautor, 2014), wydawnictwo Wagant
- Wariat z Krupówek (2015, 2023), wydawnictwo Wagant
- Prasa zakopiańska 1891-1939 (2016), wydawnictwo Wagant
- Zakopane Henryka Sienkiewicza (2016, 2024), wydawnictwo Wagant
- Pleban spod Giewontu (2017, 2019), wydawnictwo Wagant
- Stara Atma (2017), wydawnictwo Wagant
- Stefan Żeromski. Prezydent Rzeczpospolitej Zakopiańskiej (2018), wydawnictwo Wagant
- Stary cmentarz na Pęksowym Brzyzku w Zakopanem, przewodnik (2019, wspólnie z Renatą Piżanowską), wydawnictwo Wagant
- Tatry Mariusza Zaruskiego (2021, 2024), wydawnictwo Wagant
- Mit Zakopanego i mity zakopiańskie. Od kuracji żętycowych do Sylwestra Marzeń (2022), wydawnictwo Wagant
- Zakopiańskim szlakiem Karola Szymanowskiego (2023), wydawnictwo Wagant
- Sto twarzy Giewontu, album (współautor, 2024), wydawnictwo RiM

Tomiki poezji, powieści, opowiadania, felietony:
- Nad Reglami (tom poezji, 1986),
- Texty (tom poezji, 1995, 2001),
- Denaturalizm (tom opowiadań, 1997),
- Lustro (tom poezji, 2001),
- Dziewczyna z Ipanemy (powieść, 2003),
- Siódmy krąg (powieść, 2003),
- Perspectives de Paris (tomik wierszy, 2006),
- Limeryki (współautor, 2010),
- Limeryki turystyczne (2011),
- Coffee time (tom opowiadań, 2012),
- Magdalena (powieść, 2015),
- Góral z powyłamywanymi zębami (wybór 333 felietonów, 2018),
- Nóż i korkociąg. Pinkwart od kuchni (wspomnienia nie tylko gastronomiczne, 2019)
- Cycki Zoścynej kury (wybór 222 felietonów, 2023)

Sztuki teatralne (m.in.):
- Ceperiada, premiera 1975,
- Western, premiera 1976,
- Chrzciny Witkacego, premiera 1986, publikacja 2013.
- Raj (współautor, z Wandą Czubernatową), publikacja 2015, wydawnictwo Wagant
- Kocham cię strasznie, ale swoboda to wielka rzecz, premiera 2014 (pod tytułem Kobieta. Istnienia poszczególne), publikacja 2015, wydawnictwo Wagant